# Wilhelm Lamey
Wilhelm Friedrich Paul Hubert Lamey (* 2. März 1854 in Freiburg im Breisgau; † 14. August 1910 in Karlsruhe) war Jurist im badischen Staatsdienst und wurde Amtsvorstand, vergleichbar mit einem heutigen Landrat.

## Familie
Wilhelm Friedrich Paul Hubert Lamey wurde geboren als Sohn des August Lamey (* 27. Juli 1816; † 14. Januar 1896), Geheimer Rat und badischer Innenminister, und Maria Katharina geborene Dyckerhoff. Wilhelm Lamey heiratete am 4. Juli 1888 in Gaggenau Karolina Mathilde Olga geborene Pierson von Balmadis (* 21. März 1866; † 29. August 1943), Tochter des Waldemar Pierson und der Anna Sophia geborene Weltzien. Aus Lameys Ehe gingen zwei Kinder hervor: Olga (* 21. April 1889 in Rastatt) und Leontine Pauline Sascha (* 5. August 1891 in Eppingen).

## Leben
Lamey besuchte von 1866 bis 1874 das Gymnasium Mannheim und legte dort die Reifeprüfung ab. Ab dem Wintersemester 1875/76 studierte er Rechtswissenschaften an der Universität Heidelberg bis 1878, unterbrochen durch einen Studienaufenthalt in Berlin 1876/77. Von 1880 bis 1883 arbeitete er als Volontär bzw. Referendar bei verschiedenen Gerichten in Baden.
Seine erste Anstellung als Amtsgehilfe beim Bezirksamt Heidelberg erfolgte zum 1. September 1883. Weitere Stationen waren: ab 1. Januar 1885 beschäftigt im Sekretariat des Ministeriums des Innern; ab 15. August 1886 Amtsgehilfe beim Bezirksamt Karlsruhe; ab 20. Juni 1887 als Amtsgehilfe beim Bezirksamt Kehl; ab Oktober 1887 Aushilfe beim Verwaltungshof in Karlsruhe und schließlich die mit einer Beförderung verbundene Stelle als Amtmann ab dem 5. April 1888 beim Bezirksamt Rastatt. Vom 15. Oktober 1890 bis zum 23. Juli 1892 war er Oberamtmann und Amtsleiter beim Bezirksamt Eppingen. Die gleiche Aufgabe erfüllte er danach beim Bezirksamt Ettlingen. Am 17. Juli 1902 wurde er zum Geheimen Regierungsrat ernannt und schließlich am 24. Juli 1902 wegen Krankheit vorzeitig in den Ruhestand versetzt.

## Auszeichnungen
- 1887 Preußische Landwehr-Dienstauszeichnung 2. Klasse
- 1895 Preußische Landwehr-Dienstauszeichnung 1. Klasse
- 1899 Preußischer Roter Adler-Orden 3. Klasse
- 1899 Ritterkreuz 1. Klasse des Zähringer Löwen-Ordens